# وليام إليري تشانينج
وليام اليري تشانينج (بالإنجليزية: William Ellery Channing)‏ (7 أبريل 1780 - 2 أكتوبر 1842) كان داعية أمريكي توحيدي في المقام الأول في الولايات المتحدة في أوائل القرن التاسع عشر، وجنبا إلى جنب مع اندروز نورتون، (1786-1853)، واحدة من رائد في توحيد اللاهوتيين.

## معرض صور

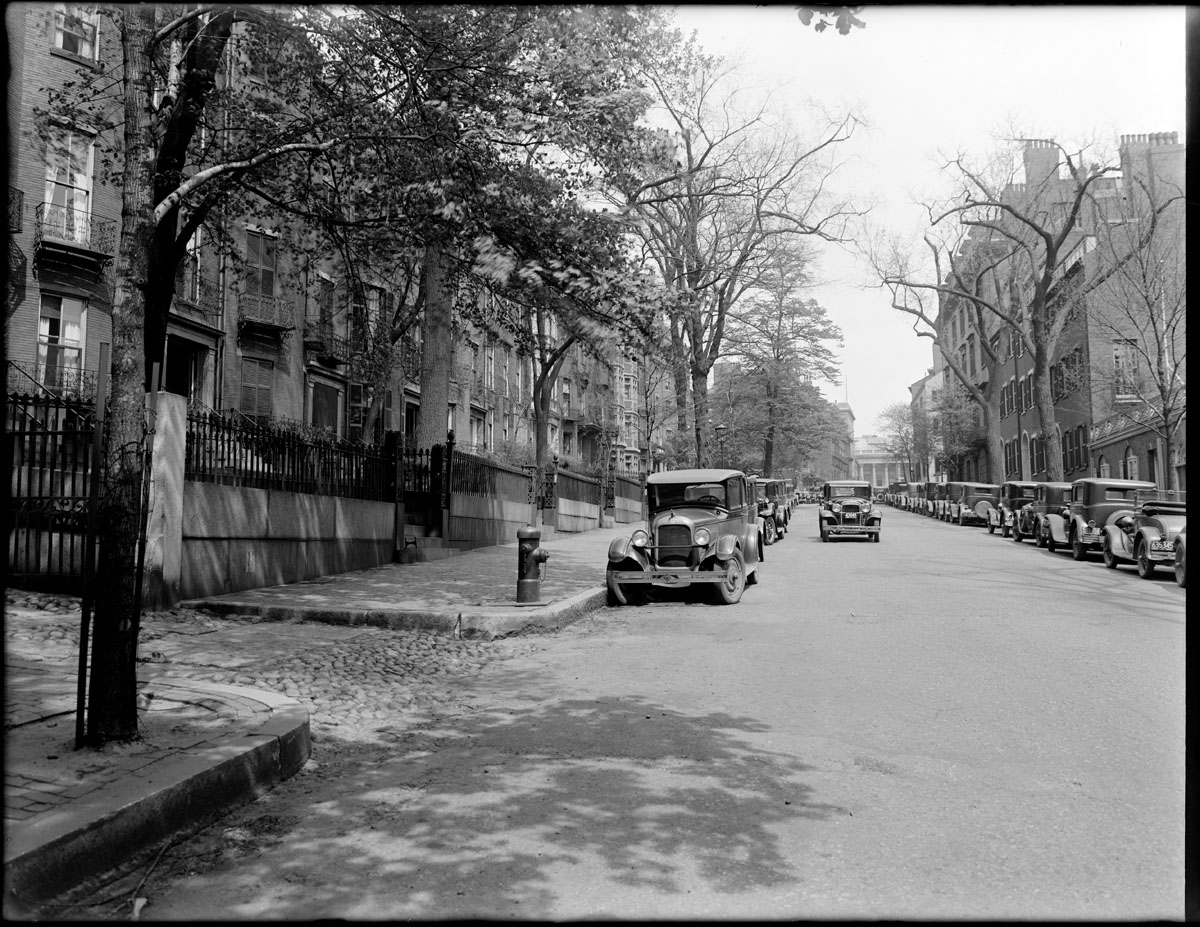
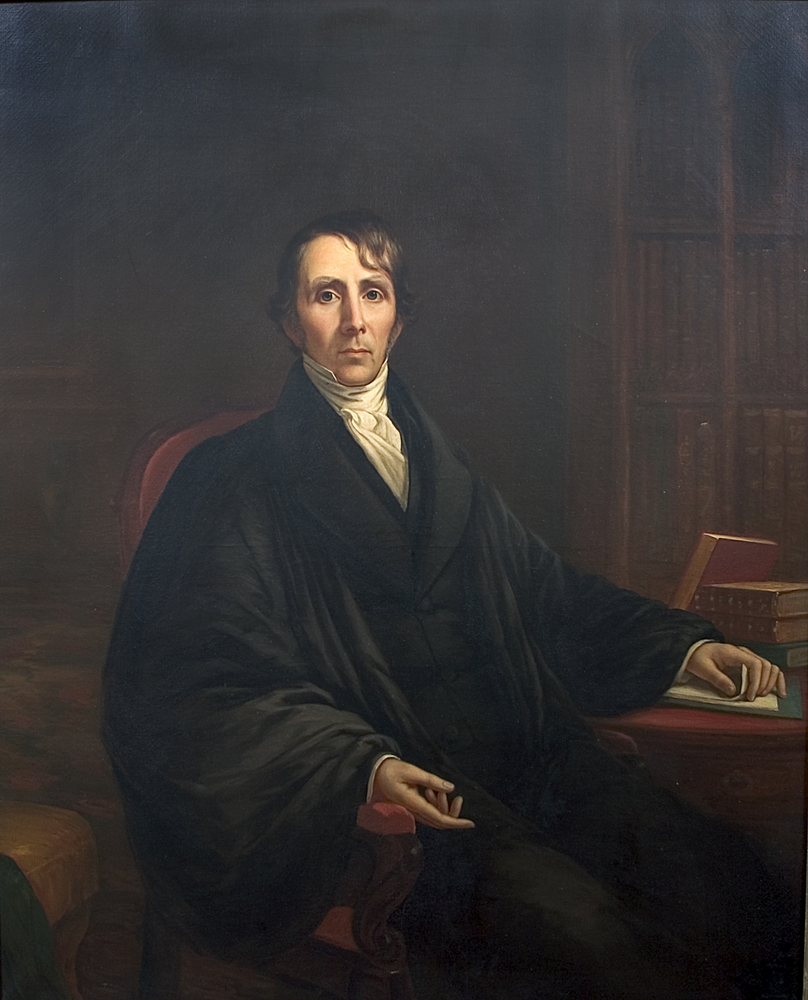
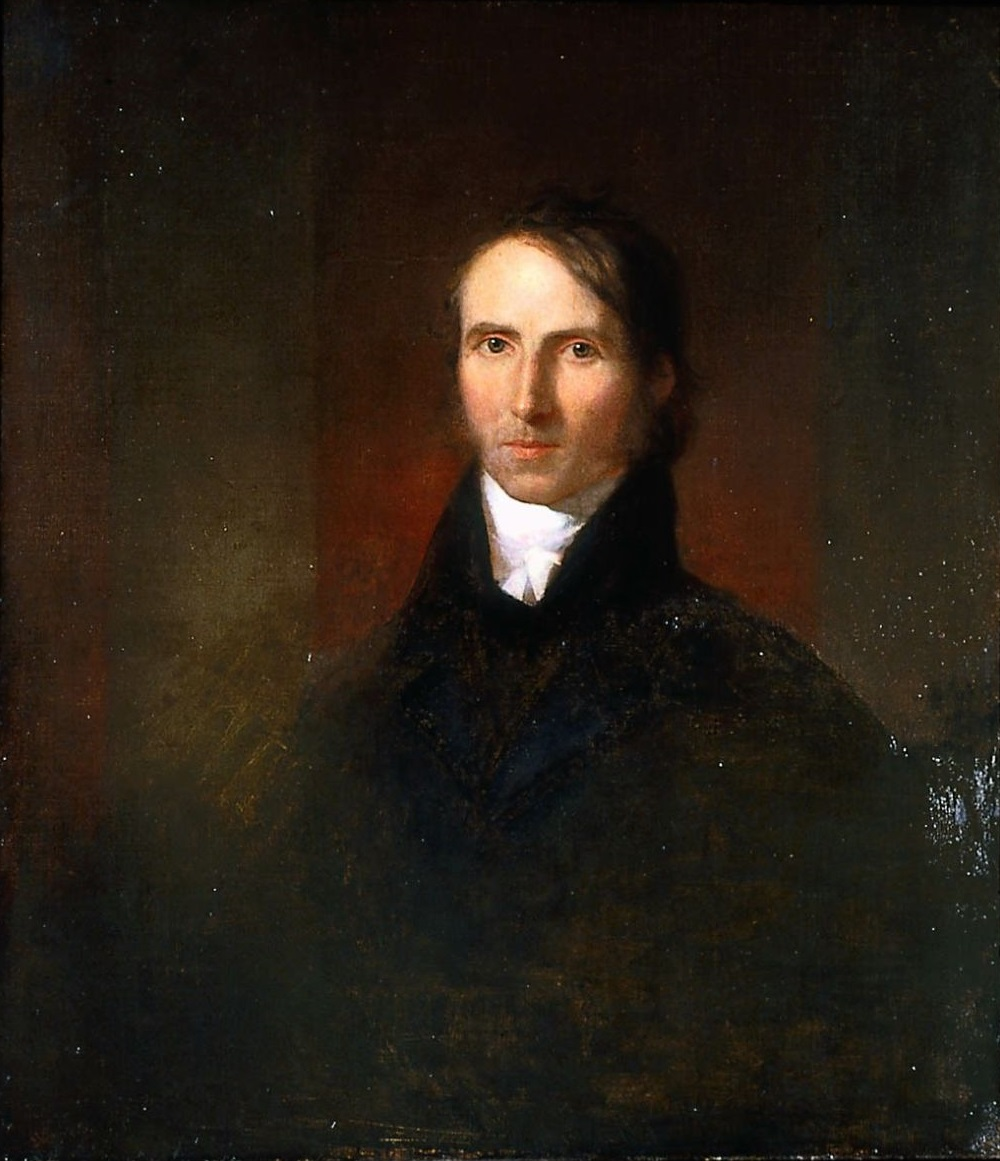
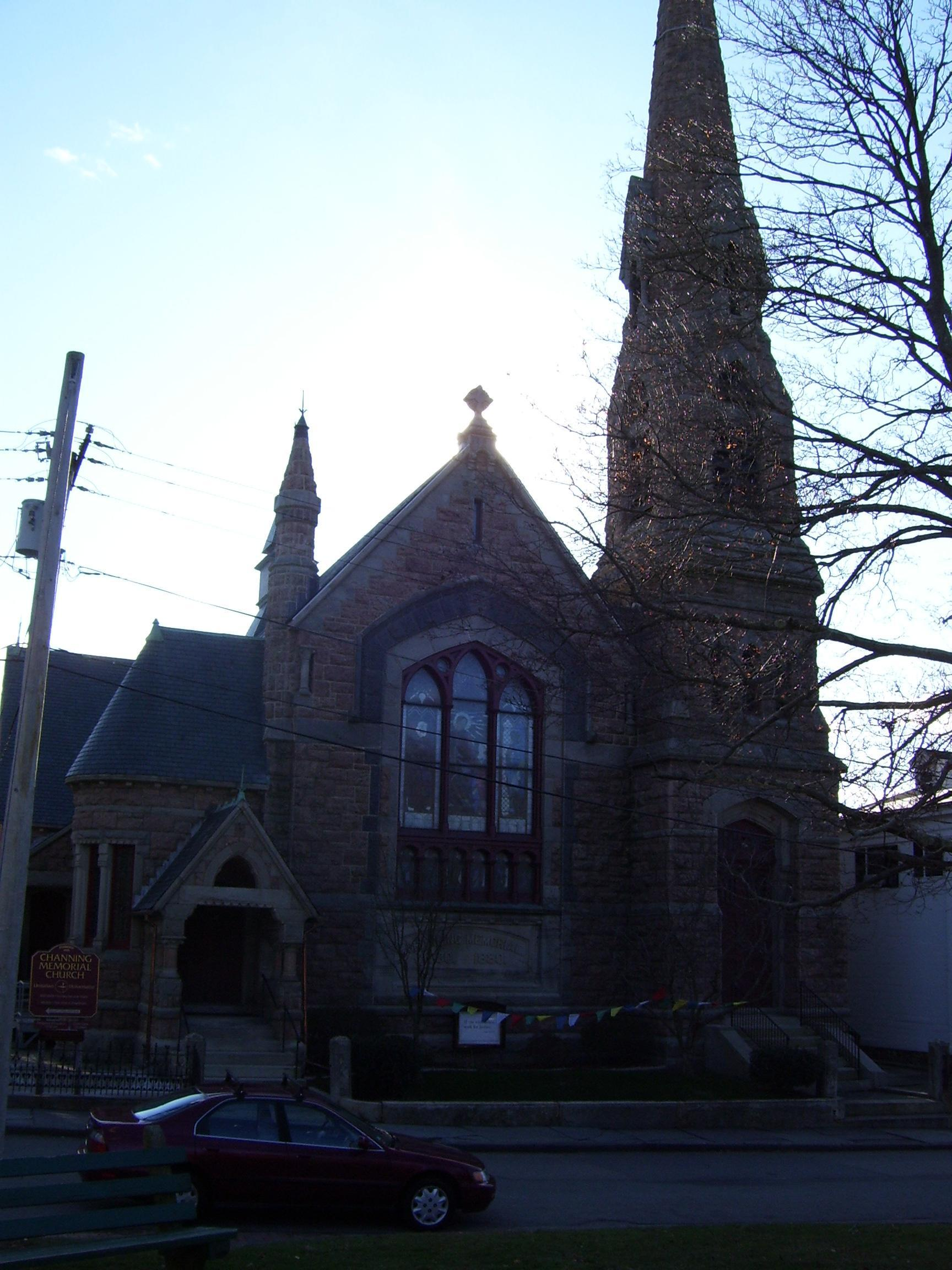
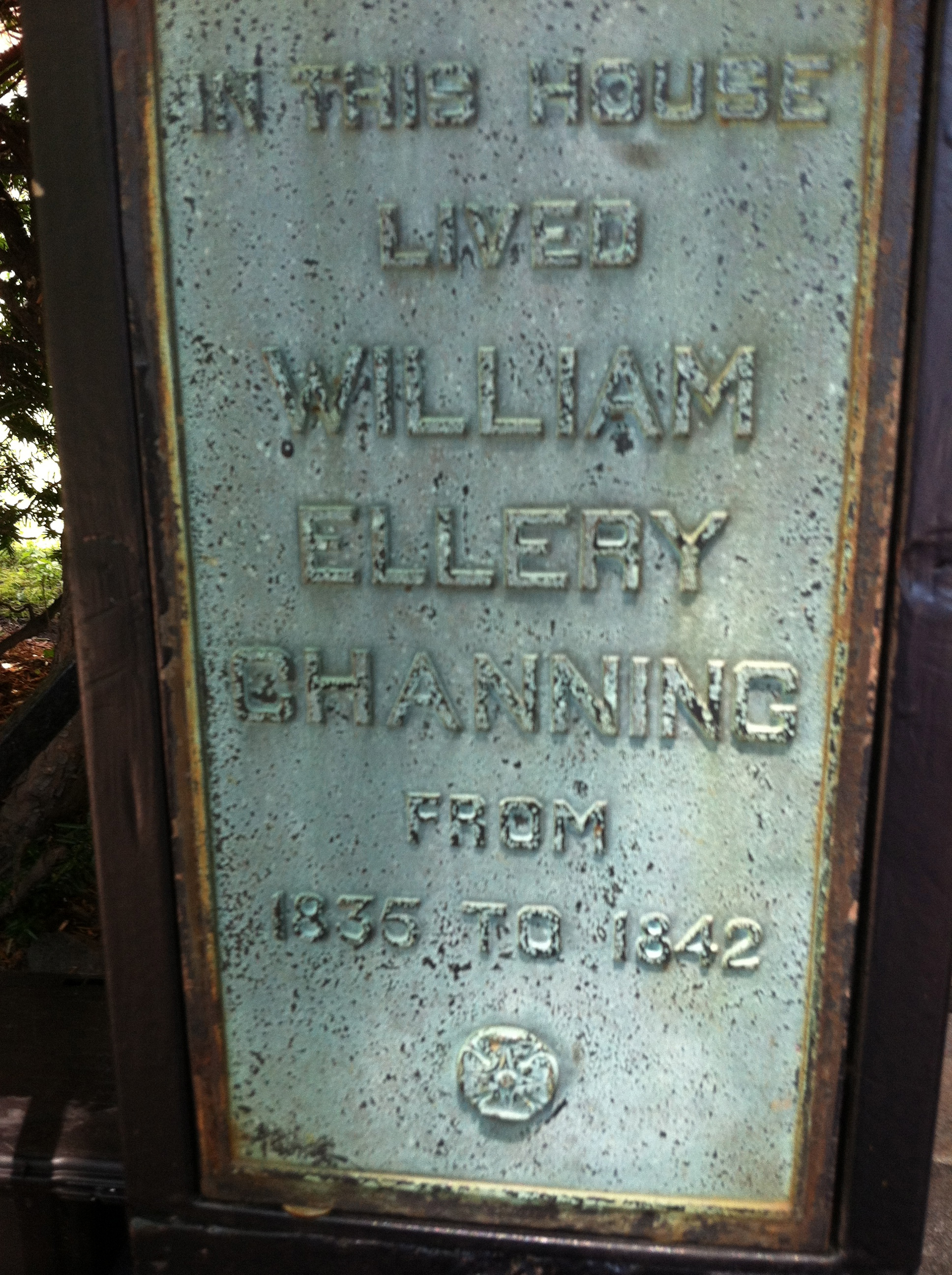
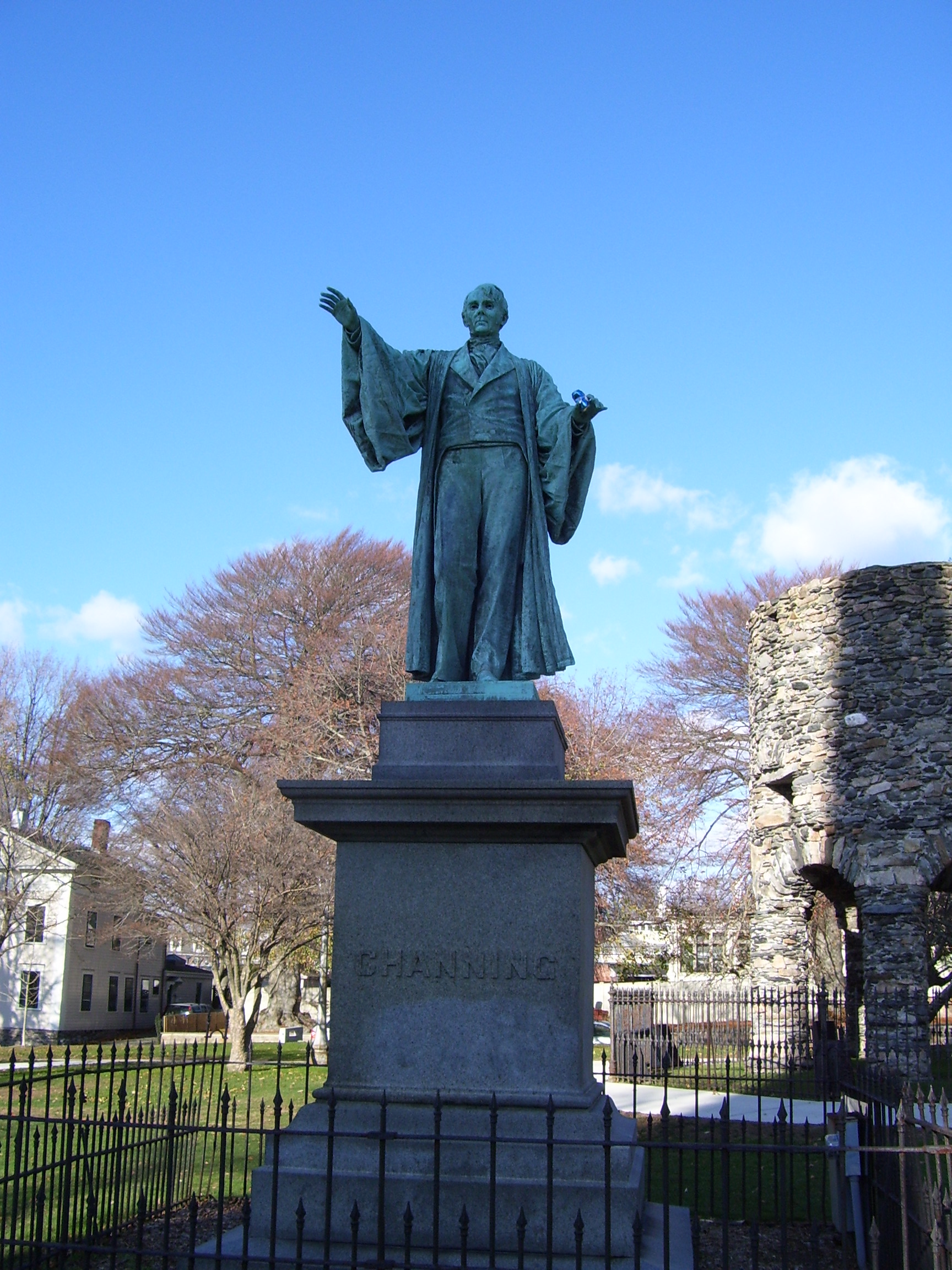

## روابط خارجية
- وليام إليري تشانينج على موقع الموسوعة البريطانية (الإنجليزية)

- تشانينج سيرة الذاتية في رابطة الكونيين الموحدين.